# Hae-no-iwa
Hae-no-iwa är en kulle i Antarktis. Den ligger i Östantarktis. Norge gör anspråk på området. Toppen på Hae-no-iwa är 2 086 meter över havet.
Terrängen runt Hae-no-iwa är huvudsakligen lite kuperad. Trakten är obefolkad. Det finns inga samhällen i närheten. 